# Dakaria typica
Dakaria typica är en mossdjursart som beskrevs av Okada och Shunsuke F. Mawatari 1937. Dakaria typica ingår i släktet Dakaria och familjen Watersiporidae. Inga underarter finns listade i Catalogue of Life.